# شهاب الدين القليوبي
شهاب الدين القليوبي (ت 1069هـ / 1659م) هو فقيه متأدب، من أهل قليوب في مصر.
هو أبو العباس، شهاب الدين أحمد بن أحمد بن سلامة القليوبي.أخذ الفقه والحديث عن الشمس الرملي.

## آثاره
- حاشيتا القليوبي وعميرة على شرح المحلي على منهاج الطالبين للنووي.
- تحفة الراغب.
- تذكرة القليوبي.
- فضائل مكة والمدينة وبيت المقدس وشيء من تاريخها.
- أوراق لطيفة.
- الهداية من الضلالة في معرفة الوقت والقبلة من غير آلة.
- البدور المنورة في معرفة الأحاديث المشتهرة.[4]
- المصابيح السنية في طب البرية.
- حاشية على شرح المحلي على الورقات في أصول الفقه للجويني.